# ليون (أوكلاهوما)
ليون (بالإنجليزية: Leon, Oklahoma)‏ هي بلدة أمريكية تقع في الولايات المتحدة في مقاطعة لوف، أوكلاهوما. يقدر عدد سكانها بـ 96 نسمة ومساحتها 0.7 كم2 وترتفع عن سطح البحر 249 متر.